# Арекипа
Ареки́па (исп. Arequipa [aɾeˈkipa], айм. Arequipa, кечуа Ariqipa) — второй по величине город в Перу, находится в южной части страны; административный центр провинции Арекипа. Место пребывания Конституционного суда Перу.
Исторический центр города, сохранивший многочисленные здания колониальных времён, построенные из белого вулканического камня, был включён в список всемирного наследия ЮНЕСКО в 2000 году. В 1868 году город был практически полностью разрушен землетрясением и впоследствии реконструирован в первозданном виде. В центре Арекипы сохранилось множество строений в стиле барокко и неоготики.
Гастрономия в городе отличается огромным разнообразием блюд, за что Арекипа была провозглашена «Столицей перуанской кухни».

## История
Археологические находки в долине, где расположена Арекипа, подтверждают наличие древних поселений. Основными занятиями населения были собирательство и охота, с постепенным переходом к поливному земледелию. В XV веке регион, населённый тогда индейцами аймара, был завоёван инками и служил важным поставщиком продовольствия в империи.
Арекипа была основана 15 августа 1540 года Педро Ансуресом де Кампо Редондо, эмиссаром испанского конкистадора Франсиско Писарро. Педро Ансурес стал также первым алькальдом городка. Городу было присвоено название «Вилья де ла Асунсьон де Нуэстра Сеньора дель Валье Эрмосо Арекипа», где Арекипа являлось искажённым испанцами индейским названием долины, в которой был основан город.
Также есть версия, что название местности в 1537 году дал испанский конкистадор дон Диего де Альмагро, который, показав на землю, спросил у местных индейцев: «Как зовётся этот край?». Туземцы, полагая, что чужеземец спрашивает разрешения сесть, ответили: «Арекипа» («Садитесь»).
Испанский король Карл V, грамотой от 22 декабря 1540 года, присвоил поселению статус города и утвердил его герб, который город носит и сейчас.
Всю колониальную эпоху город развивался без особенных потрясений, богатея на торговле серебром и шерстью, и оставаясь оплотом испанской короны на юге Перу. После провозглашения страной независимости Арекипа несколько лет была центром притяжения оппозиционеров, боровшихся против усиления личной власти Симона Боливара. В окрестностях Арекипы разыгралось большинство сражений, произошедших как при создании Конфедерации Перу и Боливии, так и при её распаде в ходе чилийско-аргентинского вторжения. Во время Второй тихоокеанской войны город был главным центром снабжения перуанских войск, оборонявших юг страны, а в 1882-83 годах, во время оккупации чилийцами Лимы, являлся фактической столицей Перу.
13 августа 1868 года в провинции Арика произошло одно из самых сильных землетрясений в истории, которое докатилось и сюда; число погибших и пострадавших исчислялось тысячами, кроме того был нанесён серьёзный материальный ущерб.
Арекипа оставалась достаточно изолирована вплоть до 1870 года, когда была построена железная дорога, соединяющая её с портом на берегу Тихого океана. В 1930-х годах город был соединён с Панамериканским шоссе. С тех пор Арекипа играет роль главного центра коммерции к югу от Лимы.
23 июня 2001 года Арекипа получила серьёзные повреждения от землетрясения в 7,9 баллов по шкале Рихтера.
Гимн города Арекипа

## География и климат
Город расположен в плодородной долине реки Чили, у подножия спящего вулкана Эль-Мисти, на высоте 2335 метров над уровнем моря между прибрежной пустыней Атакама и горным хребтом восточных Анд.
Климат Арекипы полупустынный, довольно прохладный для столь близкого к экватору города благодаря значительной высоте над уровнем моря. Уровень инсоляции очень высок.
| Показатель                    | Янв. | Фев. | Март | Апр. | Май  | Июнь | Июль | Авг. | Сен. | Окт. | Нояб. | Дек. | Год  |
| ----------------------------- | ---- | ---- | ---- | ---- | ---- | ---- | ---- | ---- | ---- | ---- | ----- | ---- | ---- |
| Средний суточный максимум, °C | 21,8 | 21,4 | 24,2 | 24,7 | 22,3 | 21,7 | 21,7 | 22,2 | 22,7 | 22,8 | 22,7  | 22,5 | 22,6 |
| Средняя температура, °C       | 15,0 | 14,9 | 15,0 | 14,3 | 14,0 | 13,4 | 13,5 | 13,7 | 14,3 | 14,6 | 14,6  | 14,9 | 14,9 |
| Средний суточный минимум, °C  | 8,5  | 8,7  | 8,3  | 7,1  | 6,2  | 5,4  | 5,2  | 5,4  | 6,2  | 6,4  | 6,6   | 7,6  | 6,8  |
| Норма осадков, мм             | 27,5 | 39,9 | 20,6 | 0,6  | 0,1  | 0,1  | 0    | 1,0  | 0,8  | 0,2  | 1,0   | 4,7  | 96,5 |
| Источник: WMO                 |      |      |      |      |      |      |      |      |      |      |       |      |      |

## Население
Изменения численности населения Арекипы с 1796 по 2012 год

## Экономика
Арекипа является крупнейшим финансовым, промышленным и торговым центром на юге Перу и вторым (после Лимы) экономическим центром в стране. Поддерживает тесные экономические связи с Боливией, Чили и Бразилией. Основными отраслями экономики города являются:
- строительство
- туризм
- переработка продукции сельского хозяйства
- текстильная промышленность
- транспорт
- розничная торговля

Экономика Арекипы быстро развивается, в 2003—2008 годах агломерация Арекипы показывала наивысшие темпы роста ВВП на душу населения (9,59 % в год) среди всех городов Латинской Америки с населением более миллиона человек.

## Транспорт
Арекипа обслуживается Международным аэропортом им. Родригеса Байона (IATA: AQP, ICAO: SPQU) с пассажирооборотом 1,15 млн человек в год (2012). Из аэропорта, расположенного в 19 километрах к северо-западу от центра города выполняются регулярные международные рейсы в Ла-Пас, Сантьяго, Буэнос-Айрес, Арику, Икике и Антофагасту, а также внутренние в Лиму, Куско, Хульяку и Такну.
С 1871 года через Арекипу проходит железная дорога, связывающая горные районы юга страны с морем. В настоящее время выполняются только грузовые перевозки.
С городского автовокзала (International Terrapuerto Arequipa) отправляются автобусы во все основные города Перу, а также в Боливию (Ла-Пас), Чили (Сантьяго) и Аргентину (Буэнос-Айрес, Мендоса).
Общественный транспорт представлен частными маршрутными и обычными такси. В 2014 году планируется запуск 78 централизованных автобусных маршрутов с двух терминалов на севере и юге города.

## Образование
- Национальный университет Сан-Агустина

## Туризм
Арекипа является третьим по посещаемости туристами городом в Перу (после Куско и Лимы соответственно), в год её посещают до 1,5 миллионов человек. Колониальная испанская и андалусская архитектура преобладает в историческом центре города. Популярные среди туристов места включают в себя монастырь Санта Каталина XVI века, Площадь Оружия (исп. Plaza de Armas) и район Янауара. Арекипа также служит отправной точкой для экскурсий во второй по глубине в мире каньон Колка с его гнездовьями кондоров, горячим источникам в окрестностях Чивая и восхождений на близлежащие вулканы Эль-Мисти и Чачани.
Туристов также привлекает слава «Столицы перуанской кухни», которой заслуженно пользуется Арекипа.

## Интересные факты
- В 1922 году американские ботаники Натаниэль Бриттон и Джозеф Роуз по названию города назвали род кактусов, растущих на юге Перу и севере Чили:

Arequipa Britton & Rose (1922).
- В честь города назван астероид (737) Арекипа, открытый в 1912 году. Название связано с Арекипской обсерваторией, расположенной в то время в городе.
- В Арекипе родился нобелевский лауреат Марио Варгас Льоса.
- Каждую субботу на центральной площади города проходит военный парад и демонстрация жителей района. Представление включает в себя поднятие флагов и пение гимнов Перу и Арекипы. Привлекает много туристов[9].

## Известные уроженцы
- Арестеги, Нарсисо (ок. 1820—1869) — перуанский писатель.
- Ольмедо, Алекс (1936—2020) — перуанский и американский теннисист.
- Мельгар, Мариано (1791—1815) — перуанский поэт.
- Полар, Хорхе (1856—1932) — перуанский государственный, политический и дипломатический деятель, поэт, писатель, педагог.
- Марио Варгас Льоса